# Bureieta Karaiti
Bureieta Karaiti war Generalsekretär der Kiribati Protestant Church (KPC), der zweitgrößten religiösen Gruppierung in Kiribati.
Als Repräsentant der Kirche hat Karaiti oft soziale Fragen thematisiert (Prostitution, Kinderrechte u. a.). Besonders weite Aufmerksamkeit erhielt er mit verschiedenen Statements zum Klimawandel, da die Pazifischen Inseln, allen voran Kiribati, stark von der Globalen Erwärmung betroffen sind.

„Es gibt nur eine Möglichkeit, dass Kiribati den Klimawandel überlebt: Wir müssen von hier weg, samt unserer Kultur. Was natürlich viele Probleme mit sich bringt, wenn wir aus unserer Jahrhunderte alten Tradition einfach herausgerissen werden. Oder wir bleiben und sterben hier.“